# Natale De Grazia
Natale De Grazia (Reggio Calabria, 19 dicembre 1956 – Nocera Inferiore, 13 dicembre 1995) è stato un capitano di fregata, Medaglia d'Oro al Merito di Marina alla memoria.

## Biografia
Conseguito il titolo professionale marittimo di capitano di lungo corso nel 1981 effettua quattro anni di navigazione in qualità di 2º e in seguito di 1º ufficiale di coperta su navi mercantili e petroliere e, a seguito d'esami, consegue il titolo professionale marittimo di Capitano di Lungo Corso (CLC).
Nel 1983 frequenta l'Accademia navale di Livorno conseguendo il grado di Guardiamarina per poi essere imbarcato al termine del corso sulla fregata Sagittario, la quale salpa nel dicembre dello stesso anno per il Libano in missione.
Tra il 1984 e il 1991 presta servizio prima presso la Capitaneria di porto di Vibo Valentia Marina e quindi al Compartimento Marittimo di Reggio Calabria. Nel 1991 assume il comando del l'Ufficio Circondariale Marittimo (CIRCOMARE)  di Carloforte (Cagliari).
Dal 1994, a seguito di un nuovo trasferimento al Compartimento di Reggio Calabria, su espressa richiesta del Procuratore Capo dott. Francesco Scuderi, che ritiene preziosa ed essenziale la sua collaborazione, collabora attivamente con il pool investigativo della Procura relativamente al traffico di rifiuti tossici e radioattivi .
Il 12 dicembre 1995, mentre si reca in missione a La Spezia insieme a due carabinieri per rendere dichiarazioni in tribunale in merito alle predette indagini, il Capitano di Corvetta De Grazia muore improvvisamente, nella notte tra il 12 e il 13 dopo aver mangiato in un ristorante di Campagna (SA).

## Indagini sul decesso
Dopo aver cenato in un ristorante a Campagna e aver ripreso il viaggio, ad 1 km dal casello il capitano De Grazia si sente male e decede poco dopo sull'autostrada Salerno-Reggio Calabria nel comune di Nocera Inferiore. Il certificato di morte attribuisce la causa del decesso ad un arresto cardio-circolatorio; la motivazione per 
"morte cardiaca improvvisa dell’adulto” appare da subito troppo generica, e l'Autorità giudiziaria dispone un'autopsia da effettuarsi  dieci giorni dopo presso l'ospedale di Reggio Calabria.
I dati dell'esame autoptico verranno poi trasmessi alla famiglia solo dopo dieci anni dalla morte; nel 2012, da un'ulteriore perizia, viene accertata la morte per ingestione di sostanze venefiche.
Secondo il pentito Francesco Fonti, sentito in sede di Commissione parlamentare d'inchiesta sul traffico illecito di rifiuti, il capitano di fregata De Grazia sarebbe stato ucciso in ragione delle indagini da lui condotte relative allo smaltimento illegale di rifiuti tossici. Il pentito ricollegò altresì la vicenda all'assassinio di Ilaria Alpi e Miran Hrovatin, avvenuto a Mogadiscio il 20 marzo 1994.

## Conseguenze
Dopo la sua morte le indagini sulle cosiddette “navi a perdere” subirono un duro colpo e il pool investigativo verrà sciolto poco dopo senza che le indagini vengano più riprese. I risultati del lavoro investigativo condotto dal Capitano di Corvetta De Grazia fino al momento della sua morte sono contenuti nei fascicoli dell'inchiesta giudiziaria condotta dalla procura di Reggio Calabria  sull'affondamento della nave Rigel, e altre “navi a perdere”, archiviata nell'anno 2000.
Risulta documentato che il Capitano di Corvetta Natale De Grazia aveva trovato nella casa del noto faccendiere Giorgio Comerio, investigato per smaltimento illecito di scorie radioattive, un'agenda con l'appunto "Lost the ship" ("la nave è persa") il giorno 21 settembre 1987, il giorno in cui è affondata la nave Rigel. Quel giorno, secondo quanto stabilito dalla International Maritime Organization è affondata soltanto quella nave.
Il 9 novembre 2016 il programma televisivo Le Iene si occupa del caso a seguito di un'indagine di morti sospette ad Africo.
Il 9 aprile 2017, sempre al programma televisivo Le Iene, viene intervistata la dottoressa Simona Del Vecchio, ex responsabile del servizio di medicina legale della ASL 1 di Imperia; la dottoressa era in attesa di processo per 46 casi di autopsie firmate da lei, e secondo l'accusa mai effettuate. L'inviato delle Iene, Giulio Golia, chiede chiarimenti a Simona Del Vecchio, quale responsabile  dell'autopsia sul cadavere di Natale De Grazia nel 1995, eseguita su incarico della Procura di Nocera Inferiore. All'epoca, Simona Del Vecchio si era specializzata da poco più di un anno. Su richiesta della famiglia, nel 1996 viene eseguita una seconda autopsia: appariva poco convincente che il decesso si potesse ricondurre alla cosiddetta "morte improvvisa dell'adulto", come stabiliva il referto del primo esame autoptico; sorprendentemente, la Procura di Reggio Calabria incarica nuovamente la dottoressa Simona Del Vecchio, che giungerà ancora alla medesima conclusione. Nell'aprile 2023 la Cassazione conferma il licenziamento della Del Vecchio e la condanna per peculato, falso ideologico e truffa ai danni dello Stato.
La Commissione Parlamentare sul ciclo dei rifiuti concluderà invece che riguardo alla morte di Natale De Grazia "si può riconoscere solo la causa tossica"; riguardo alle tecniche utilizzate durante l'autopsia per rilevare tracce di avvelenamento, la Commissione scrive: "Tutte le altre tecniche descritte — la spettrofotometria U.V., cromatografia su strato sottile (TLC), l'estrazione secondo la tecnica di Stass-Otto, il metodo di Felby per la ricerca degli oppiacei — sono (e lo erano anche nel 1995) tecniche obsolete, dotate di scarsa o nulla specificità e/o sensibilità e che nessun tossicologo applicherebbe per l'accertamento di una eventuale intossicazione o avvelenamento".

## Altri riconoscimenti
- Il Comune di Amantea (CS), ha intitolato al capitano Natale De Grazia il lungomare della città.  L'intitolazione era stata chiesta con sollecitazione del Comitato Civico Natale De Grazia e di altri cittadini con missiva del 19 luglio 2009, indirizzata alla commissione straordinaria che ha amministrato la città dopo lo scioglimento del consiglio comunale per infiltrazioni mafiose (2008-2010). La commissione ha emesso una delibera notificata al prefetto di Cosenza nell'anno 2010 per le dovute autorizzazioni. Il 24 ottobre 2010, in occasione della manifestazione nazionale "Basta Veleni", è avvenuta l'intitolazione ufficiale del lungomare di Amantea a Natale De Grazia.
- Nel 2004 nasce ad Amantea il comitato contro le navi dei veleni intitolato "Comitato Civico Natale De Grazia"
- La commissione parlamentare sul ciclo dei rifiuti ad Amantea per commemorare Natale De Grazia[7].
- La storia del capitano De Grazia e delle sue indagini viene raccontata nel graphic novel Natale De Grazia. Le navi dei veleni, scritto dal giornalista Enzo Mangini e disegnato da Pierdomenico Sirianni e Anna Ciammitti, edito da Round Robin nel 2011.
- Nel 2017, il 7 settembre, su Rai1 viene trasmesso un docu-film[8] su Natale De Grazia.
- Intitolazione del lungomare di Gallico al capitano Natale De Grazia, con delibera n.67 del 22.12.09.
- Il 12 dicembre 2020 a Messina, la Guardia Costiera vara la motovedetta Natale De Grazia (CP420).[9]